# 小明的任務
〈小明的任務〉（英語：Jermaine）是《探險活寶》第六季的第32集。在卡通頻道2015年4月23日播出。在這一集裡，老皮夢到小明的不寒而慄之夢後，阿寶和老皮決定與他們隱居的兄弟再次聯繫。